# Darn It
《Darn It》은 김창완 밴드의 두 번째 EP 음반이다. 전작들과 같이 곡을 한번의 연주로 녹음하는 ‘원 테이크(One Take)’방식으로 작업했으며, 김창완은 지난 두 장의 음반에서 본인의 역할을 일부러 축소했지만 이 EP에서는 그의 의견을 적극적으로 담았고, 수록곡 중에서는 특히 〈아리랑〉의 록 버전에 대한 의미를 강조하며 앞으로도 계속 다듬어 나갈것이라는 뜻을 밝히기도 했다.
밴드는 멤버교체가 있었는데, 탈퇴한 드러머 이민우를 대신해 강윤기가 합류했고, 음반 작업을 같이 했던 기타리스트 하세가와 요헤이도 발매 후 탈퇴하고 새로운 기타리스트 염민열이 영입되었다.
음반의 커버는 QR 코드로 되어있고, 속지에는 김창완이 직접 그린 그림이 있다.

## 수록곡
전체 작사·작곡: 김창완
| #  | 제목                      | 재생 시간 |
| -- | ------------------------- | --------- |
| 1. | 〈DARN IT〉               | 3:17      |
| 2. | 〈잠꼬대 소리〉           | 6:36      |
| 3. | 〈내 마음의 강〉          | 4:23      |
| 4. | 〈녹슨 자전거〉           | 3:09      |
| 5. | 〈사랑도 용서가 되나요?〉 | 2:52      |
| 6. | 〈아리랑〉                | 5:38      |

| #  | 제목                      | 재생 시간 |
| -- | ------------------------- | --------- |
| 1. | 〈DARN IT〉               | 3:17      |
| 2. | 〈잠꼬대 소리〉           | 6:36      |
| 3. | 〈내 마음의 강〉          | 4:23      |
| 4. | 〈녹슨 자전거〉           | 3:09      |
| 5. | 〈사랑도 용서가 되나요?〉 | 2:52      |
| 6. | 〈아리랑〉                | 5:38      |

## 멤버
- 김창완 - 보컬
- 하세가와 요헤이 - 기타
- 이상훈 - 피아노, 건반
- 최원식 - 베이스
- 강윤기 - 드럼, 타악기

## 기사 인용
1. ↑  국민일보 (2011년 9월 4일). ““결국 다시 산울림 음악으로 돌아왔죠”… 김창완 밴드, 3번째 음반 ‘단 잇(Darn It)’ 발표”. 국민일보.
2. ↑  한겨레 (2011년 9월 8일). “[청춘상담앱] 넘쳐나는 오디션 프로그램이 청춘을 망치죠”. 한겨레.
3. ↑  경향신문 (2011년 8월 18일). “김창완 밴드의 앨범 표지가 QR코드인 까닭은?”. 경향신문.